# CS/LM5型转管机枪
CS/LM5型转管机枪（前称：12.7毫米转管机枪）是一款由中国重庆建设工业（集团）有限责任公司制造的车载3槍管加特林式转管重机枪，发射12.7×99毫米北约口徑（.50 BMG）或是12.7×108毫米俄罗斯口徑（.50俄羅斯或54式12.7毫米重机枪弹）的步枪子彈。

## 概述
CS/LM5曾在第四届中国国际警用装备博览会上于建设工业有限公司的展区搭载于山地车上展出，以后正式通过了外贸设计定型，并正式命名为CS/LM5型12.7毫米转管机枪。
CS/LM5采用3根枪管结构，每根枪管均具有自身的自动机系统，这些枪管及自动机系统均匀分布地安装在由外能源（直流电动机）驱动的旋转体上。接通外能源，旋转体带动枪管旋转，每根枪管依次完成推弹入膛、闭锁、击发、退壳、抛壳等动作，即每根枪管依次发射。
CS/LM5主要装备于各种车辆、舰船上，以其高射速和大威力的“弹幕”式密集火力有效毁伤敌步兵战车、装甲运输车、轻型舰艇等移动目标；歼灭暴露或隐藏在轻型野战掩体后的敌集群有生目标，压制火力点，封锁要道；必要时还可用作打击武装直升机等低空目标的步兵防空火力。

## 資料來源
1. ↑  Wikipedia－.50 BMG－Part of "Machine guns"
2. ↑  Wikipedia－Template:Modern Gatling guns

## 外部連結
- （英文）—Chinese Company Norinco exhibits for first time in Africa the CS/VA1 Light Strike Vehicle 2509124 - Army Recognition
- （简体中文）—霸血军事网—CS/LM5型12.7毫米转管机枪航展特写（页面存档备份，存于）
- （简体中文）—央视网—火力炸裂！中国军工CS/LM5 12.7毫米转管机枪